# Prestavlky
Prestavlky (bis 1927 slowakisch „Prestavlk“; ungarisch Mailáth – auch Majlát – bis 1888 Presztavek) ist eine Gemeinde in der Mittelslowakei etwa 13 Kilometer westlich der Stadt Žiar nad Hronom.

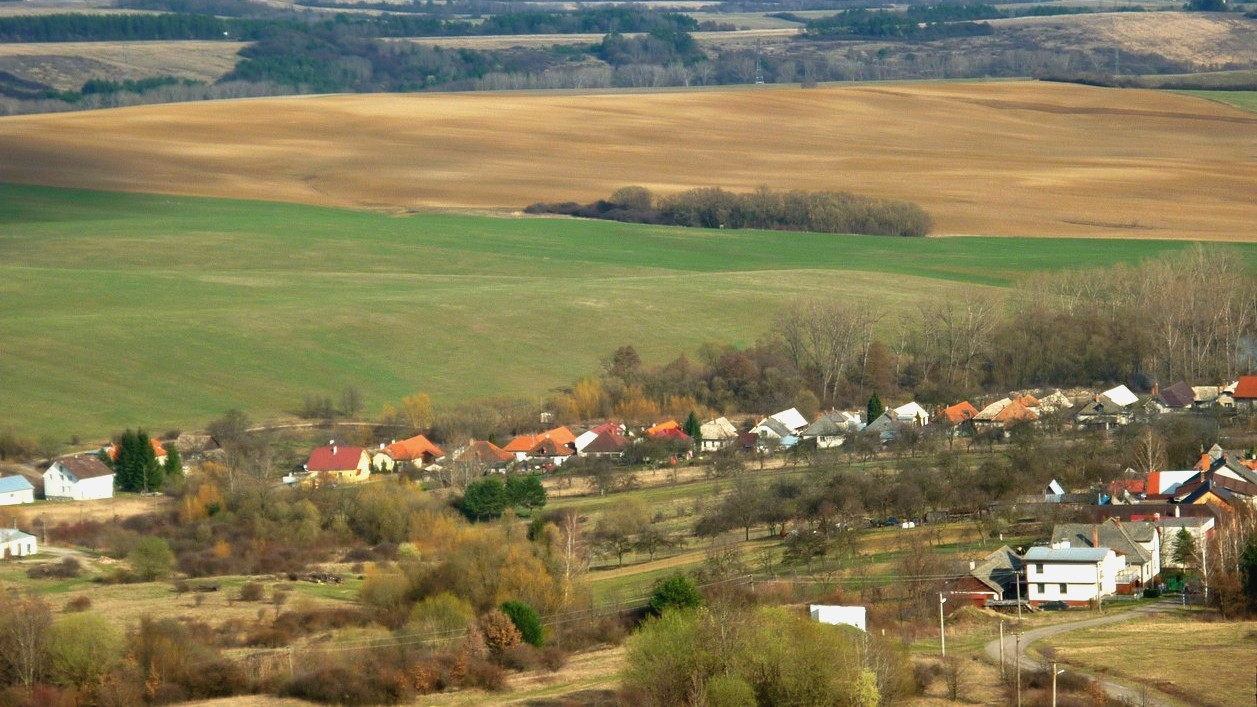

Der Ort wurde 1283 zum ersten Mal schriftlich als Poroztolnuk erwähnt. Ende des 19. Jahrhunderts wurde der Ort zu Ehren des Gespans des Komitats Bars, István Mailáth, in Mailáth umbenannt.
Zu ihr gehört neben dem eigentlichen Ort auch noch der 1971 eingemeindete Ort Horná Trnávka.

## Bevölkerung
| Jahr                | 1994 | 2004    | 2014    | 2024    |
| ------------------- | ---- | ------- | ------- | ------- |
| Anzahl der Personen | 699  | 670     | 668     | 670     |
| Unterschied         |      | −4,14 % | −0,29 % | +0,29 % |

| Jahr                | 2023 | 2024    |
| ------------------- | ---- | ------- |
| Anzahl der Personen | 685  | 670     |
| Unterschied         |      | −2,18 % |